# Acanthocephalus haranti
Acanthocephalus haranti är en hakmaskart som beskrevs av Yves-Jean Golvan och Oliver 1969. Acanthocephalus haranti ingår i släktet Acanthocephalus och familjen Echinorhynchidae. Inga underarter finns listade i Catalogue of Life.